# پای تاوه
 پای‌تاوه  روستای بزرگ و تاريخی از روستاهای منطقه فرامرزان و از توابع بخش جناح شهرستان بستک استان هرمزگان است. 
دارای مسجد، دبستان، خانه بهداشت، و چند باب آب‌انبار برکه است.
این روستا در جنوب غربی فاریاب کوهیج واقع شده و تا فاریاب ۱۲ کیلومتر فاصله دارد و از جنوب ٤ كيلومتر با چاله فاصله دارد و از غرب ٦ كيلومتر با گزه و از شرق ١٢ كيلومتر با جناح فاصله دارد اين روستا كوهای بسيار زيبا و قشنگی دارد كه در بين ان روستای تاريخی و قديمی پاي تاوه قديم نيز قرار دارد كه خانه ها از سنگ خشك بنا شده اند در كنار روستا قبرستانی وجود دارد كه نشان از زندگی در دوران بسيار قديم ميدهد  كوهای پای تاوه از ديرباز مورد علاقه مردم منطقه بوده معرفترين آنها شاهمردان ،گلو تنگوره ،سرخن  تاوه عالمي ،شكفت پرگاه و عازم می‌باشند  .
گردنه کُماخُن در راه پای‌تاوه و فاریاب قراردارد.

## محدوده پای تاوه
از شمال کوه، ازجنوب روستای چاله، و از مغرب روستای گزه، و از مشرق به جناح محدود می‌شود.

## جمعیت
جمعیت این روستا بر اساس سرشماری سال ۱۳۸۵ جمعیت آن ٤۶۱ نفر (٨٩ خانوار)
بوده‌است. دارای دبستان، مسجد، برکه است. اهالی روستا از اهل سنت و شافعی مذهب یعنی از پیروان  محمد ادریس شافعی هستند.

## روستای قدیمی
روستای قدیمی پای تاوه در زیر کوه واقع شده‌است.
بیشتر خانه‌های روستای قدیمی از سنگ ساخته شده بود.
در روستای تاوه سنگ‌های آهکی صافی وجود دارد که در محل به چنین سنگهایی سنگ تاوه می‌گویند.
به همین خاطر هم این روستا «پای تاوه» نام‌گذاری شده‌است.
بعضی از خانه‌های قدیمی روستا از سنگ خشک ساخته شده به‌طوری‌که سنگ خشک روی هم چیده شده و سقف‌گیری شده‌است.

## فهرست منابع و مآخذ
- محمدیان، کوخردی، محمد،  «شهرستان بستک و بخش کوخرد» ، ج۱.چاپ اول، دبی: سال انتشار ۲۰۰۵ میلادی.
- عباسی، قلی، مصطفی،  «بستک وجهانگیریه»، چاپ اول، تهران : ناشر: شرکت انتشارات جهان معاصر، سال ۱۳۷۲ خورشیدی.
- سلامی، بستکی، احمد.  (بستک در گذرگاه تاریخ)  ج۲ چاپ اول، ۱۳۷۲ خورشیدی.
- نگاره‌ها از: احمد سلمان گوده‌ای و محمد محمدیان کوخِردی.
- بالود، محمد.  (فرهنگ عامه در منطقه بستک)  ناشر همسایه، چاپ زیتون، انتشار سال ۱۳۸۴ خورشیدی.
- مهندس: موحد، جمیل. (بستک و خلیج فارس) چاپ اول، تهران: سال انتشار ۱۳۴۳ خورشیدی.
- بالود، محمد.  (فرهنگ عامه در منطقه بستک)  ناشر همسایه، چاپ زیتون، انتشار سال ۱۳۸۴ خورشیدی.
- الکوخردی، محمد، بن یوسف، (کُوخِرد حَاضِرَة اِسلامِیةَ عَلی ضِفافِ نَهر مِهران Kookherd، an Islamic District on the bank of Mehran River) الطبعة الثالثة، دبی: سنة ۱۹۹۷ للمیلاد.
- بختیاری، سعید،  «اتواطلس ایران» ، “ مؤسسه جغرافیایی وکارتگرافی گیتاشناسی، بهار ۱۳۸۴ خورشیدی.
- چمن پیرا، ناصر پاییز ۱۳۷۴ خورشیدی.
- محمد، صدیق «تارخ فارس» صفحه‌های (۵۰ ـ ۵۱ ـ ۵۲ ـ ۵۳)، چاپ سال ۱۹۹۳ میلادی.
- اطلس گیتاشناسی استان‌های ایران [Atlas Gitashenasi Ostanhai Iran] (Gitashenasi Province Atlas of Iran)